# Buzzword
Buzzword (ang. buzz „brzęczenie, szum”, także: coś modnego, interesującego; word „słowo”) – słowo lub zwrot, które stało się modne w wyniku częstego używania, w szczególności w mediach.